# Tune Hotels
Tune Hotels är en lågprishotellkedja som öppnat sitt första hotell i Malaysia under tredje kvartalet 2006.
Bakom står investerare från AirAsia.